# Benjamim Pereira Sobrinho
Benjamim Pereira Sobrinho, também conhecido como Bené para os portugueses e Benê para os brasileiros (Porto Alegre, 28 de novembro de 1962), é um ex-futebolista brasileiro que atuava como zagueiro.

## Carreira
Zagueiro, atuou duranta cinco épocas no Vitória de Guimarães. Antes de jogar em Portugal, jogou no Internacional, Olaria e América do Rio, pelo qual receberia a Bola de Prata da Revista Placar em 1986 caso não fosse prejudicado pelo regulamento, que previa acréscimo nas notas dos jogadores dos times finalistas. O clube conseguira ali sua melhor colocação (terceiro) em campeonatos brasileiros. 
Em 2022, continua atuando no ramo futebolistico como presidente do Barra FC de Santa Catarina.

## Títulos
Vitória de Guimarães
- Supertaça Cândido de Oliveira: 1988